# Pitcairnia maidifolia
Pitcairnia maidifolia – gatunek rośliny wieloletniej z rodziny bromeliowatych. Występuje rdzennie na terenie wilgotnych lasów równikowych w Ameryce Środkowej (w Hondurasie, Salwadorze, Nikaragui, Panamie, Kostaryce) oraz w północnej części Ameryki Południowej (w Gujanie, Surinamie, Wenezueli, Kolumbii i Ekwadorze).